# Венесуэльско-итальянские отношения
Венесуэльско-итальянские отношения — двусторонние дипломатические отношения между Венесуэлой и Италией.

## История
В 1498 году итальянский мореплаватель Христофор Колумб, находясь на службе у Испанской империи исследовал полуостров Пария во время своего третьего путешествия. После распада Великой Колумбии в 1831 году Венесуэла стала независимой нацией. В марте 1856 года Венесуэла открыла консульство в Неаполе. В 1857 году Италия открыла консульское представительство в городе Маракайбо, а затем в 1859 году второе консульское представительство в Ла-Гуайре. В 1861 году Италия и Венесуэла подписали Договор о дружбе, торговле и судоходстве.  Венесуэла стала первой страной в Латинской Америке, признавшей Королевство Италия.
В конце Второй мировой войны тысячи итальянцев покинули свою родину и иммигрировали в Венесуэлу, большинство из них осело в Каракасе и Маракайбе. Ряд известных венесуэльских политиков и известных личностей имеют итальянское происхождение.
В 2017 году правительство Венесуэлы ответило отказом на просьбу Италии освободить политзаключённого Леопольдо Лопеса. В марте 2018 года вице-министр Италии по делам зарубежья Луиджи Мария Виньяли посетил Венесуэлу, чтобы оценить положение приблизительно 140 000 итальянских граждан, проживающих в Венесуэле во время экономического кризиса. 

## Миграция
В Венесуэлу иммигрировало множество граждан Италии: в настоящее время в стране проживает около 140 000 итальянцев и более миллиона венесуэльцев имеют полное или частичное итальянское происхождение. После начала экономического кризиса в 2016 году более 50 000 венесуэльцев итальянского происхождения иммигрировали в Италию.

## Торговля
В 2017 году объём товарооборота между странами составил сумму 338 млн долларов США. Экспорт Италии в Венесуэлу: продукты питания. Экспорт Венесуэлы в Италию: бензин, цемент и колумбит-танталит.

## Дипломатические представительства
- Венесуэла имеет посольство в Риме и генеральные консульства в Милане и Неаполе[9].
- У Италии имеется посольство в Каракасе и консульство в Маракайбе[10].